# Tam Xuân
Tam Xuân là một xã thuộc thành phố Đà Nẵng, Việt Nam.

## Địa lý
Xã Tam Xuân có vị trí địa lý:
- Phía đông giáp xã Tam Tiến
- Phía tây giáp huyện Phú Ninh và xã Tam Thạnh
- Phía bắc giáp xã Tam Xuân I
- Phía nam giáp xã Tam Anh Bắc.

Xã Tam Xuân có diện tích 26,71 km², dân số năm 2019 là 11.460 người, mật độ dân số đạt 429 người/km².

## Hành chính
Xã Tam Xuân được chia thành 8 thôn: Bà Bầu, Vĩnh An Nam, Vĩnh An Bắc, Phú Nam, Phú Khê, Bích Ngô, Bích Nam, Thạch Kiều.